# دانیلوف (شهر)
شهر دانیلوف (به روسی: Данилов) در کشور روسیه و در اوبلاست یاروسلاول واقع شده‌است.